# Универзитет у Паризу 1 Пантеон-Сорбона
Универзитет у Паризу 1 Пантеон-Сорбона (фр. Université Paris 1 Panthéon-Sorbonne) је највећа институција високог образовања специјализована за право, економију и друштвене науке у Француској.